# Албер I (Белгия)
Албер I (на френски: Albert I; на нидерландски: Albert I) е кралят на белгийците от 1909 до 1934 година.

## Живот
Той е роден на 8 април 1875 година в Брюксел и е вторият син на принц Филип Белгийски и принцеса Мария фон Хоенцолерн-Зигмаринген.
През 1900 година се жени за херцогиня Елизабет Баварска. Заема престола след смъртта на чичо си Леополд II през 1909 година.
Умира на 17 февруари 1934 година в Марш ле Дам, днес част от Намюр, и е наследен от сина си Леополд.